# La Xarxa d’Amazones
La Xarxa d'Amazones va ser fundada al 1986 per Gretel Ammann a Barcelona. Al 1987 va organitzar la Primera Setmana de Lesbianes de Barcelona amb participació europea. Des d'aquell moment i fins ben entrats els anys 90 la Xarxa Amazones va publicar la revista Laberint, en què es va un vertader esforç per recuperar memòries, teixir xarxes i plasmar la història del moviment. Varen impulsar la revista Laberint fins a l’any 1991, i treballar amb grups com el Grup de Lesbianes Feministes de Barcelona (1987), la comissió de Lesbianes de l’Eix Violeta, el grup Lesbos (nascut de la coordinadora Gai i Lesbiana de Barcelona), o Les Noies del Casal (grup de lesbianes format al Casal Lambda) i participa en la Coordinadora de Grups de Dones de Catalunya, malgrat que “rebutja la doble militància i la preponderància de les dones de partit dins de la Coordinadora i tot sovint no assumeix certes reivindicacions ni se suma a campanyes”.
«La Xarxa d'Amazones no és ni un grup ni un col·lectiu. La Xarxa d'Amazones és una connexió de lesbianes de tot l'Estat Espanyol que es comunica també amb altres països […] Des de la creació de la idea, a Barcelona, s'ha celebrat ja una festa de lesbianes i s'ha decidit un divendres, final de mes, regular, de contacte, coneixement i informació per totes les lesbianes als locals del Centre de Dones, c/ Roselló […] També s'ha creat aquí un grup regular d'estudi i debat de lesbianes. Es faran traduccions d'escrits lesbians d'altres països i es disposa d'un arxiu connectat amb els europeus.” creada a l'octubre del 86: “La nostra illa”. Tots el projectes de la Xarxa d'Amazones són només per dones. […]. Redacció de Barcelona. Revista Laberint núm. 2, 1986